# Удав садовий
Удав садовий (Corallus hortulanus) — неотруйна змія з роду вузькочеревний удав родини пітони. Має 2 підвиди. Інша назва «амазонський деревний удав».

## Опис

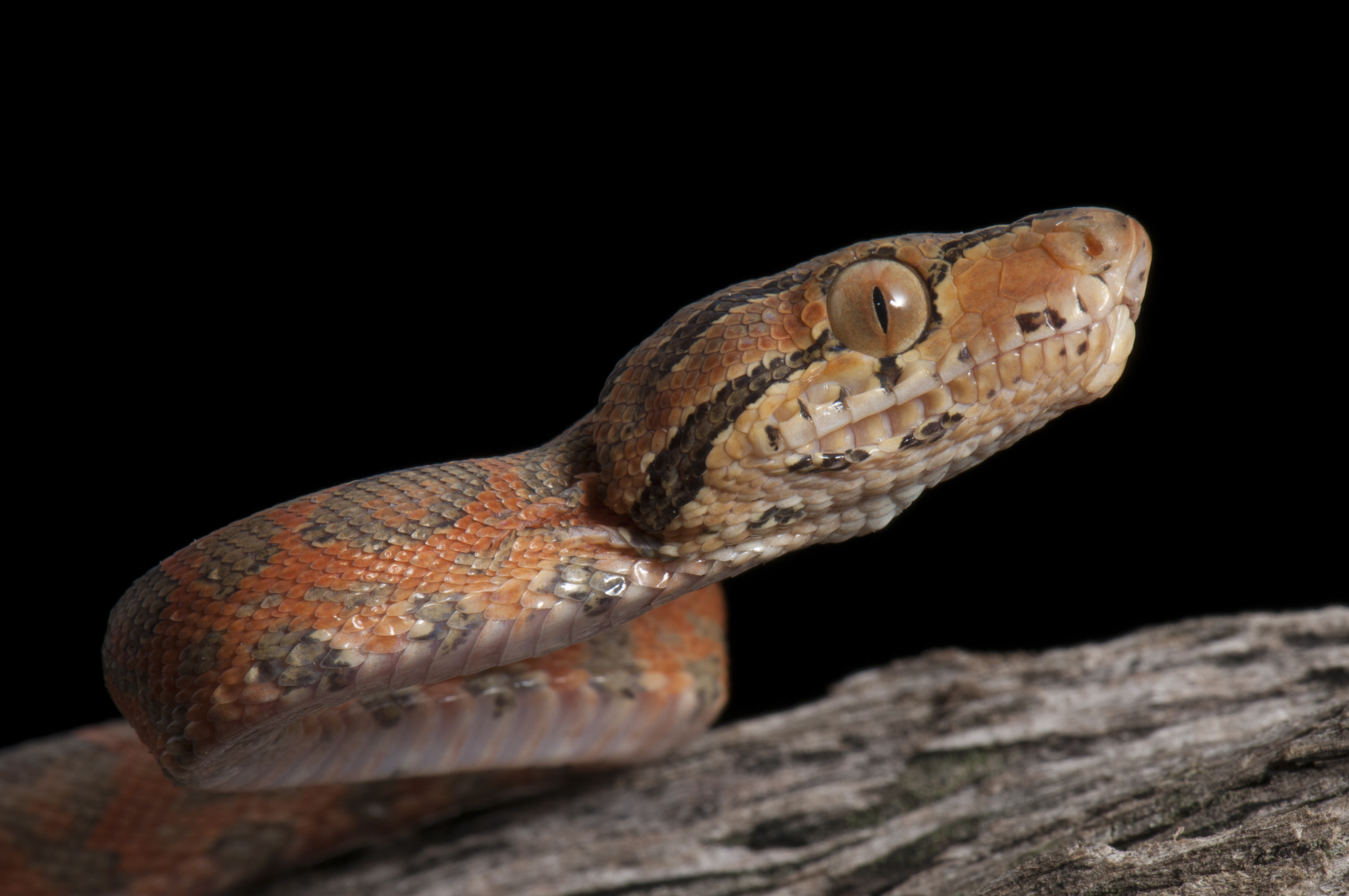
Удав зблизька

Загальна довжина сягає 2 м. Тулуб відносно стрункий. Шия непропорційно тонка порівняно з масивною головою. Забарвлення надзвичайно різноманітне, зустрічаються особини жовтого, червоного, коричневого, світло-сірого та майже чорного кольорів. Малюнок на тулубі також сильно коливається: темні й світлі плями чергуються з ромбоподібними елементами візерунка.

## Спосіб життя
Полюбляє тропічні ліси, нерідкий поблизу поселень людини, на оброблюваних ділянках. Зустрічається на висоті до 300 м над рівнем моря. Веде деревний спосіб життя. Активний уночі. Харчується дрібними ссавцями, ящірками та птахами.
Це живородна змія. Статева зрілість настає у 4 роки. Вагітність триває 7—8 місяців. Самиця народжує до 10 дитинчат розміром 40—60 см.

## Розповсюдження
Мешкає на півдні Центральної Америки та у північній частині Південної Америки до Перу й північного заходу Бразилії.

## Підвиди
- Corallus hortulanus hortulanus
- Corallus hortulanus enydris